# Václav Špála

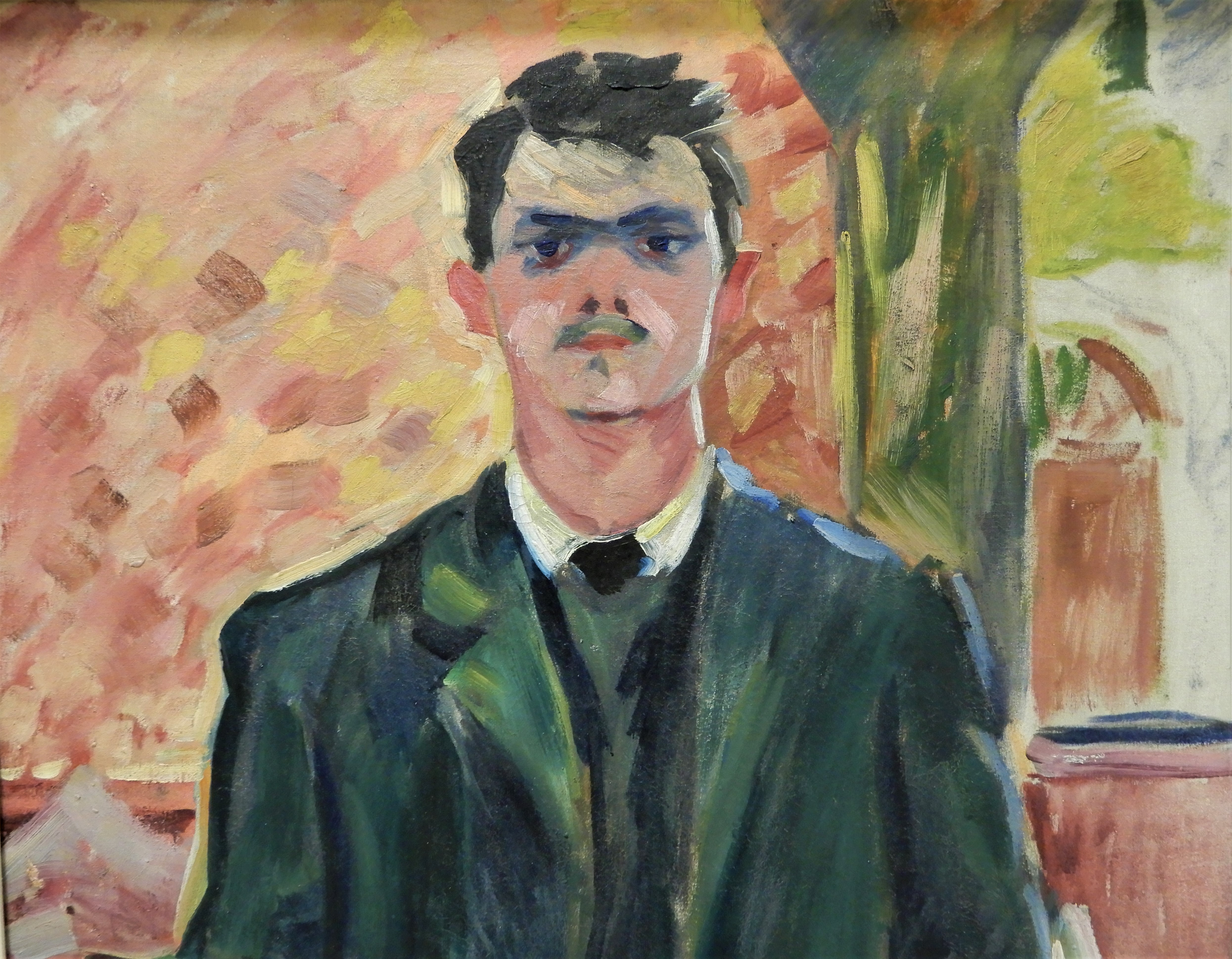
Autoportrét (detail), 1918

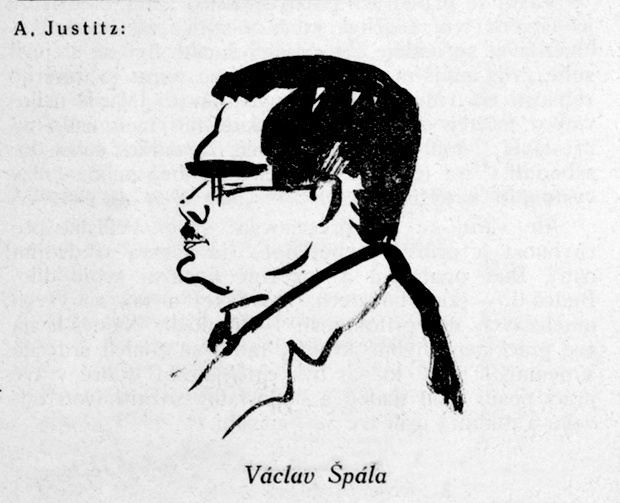
Václav Špála na karikatuře Alfréda Justitze, asi 1925

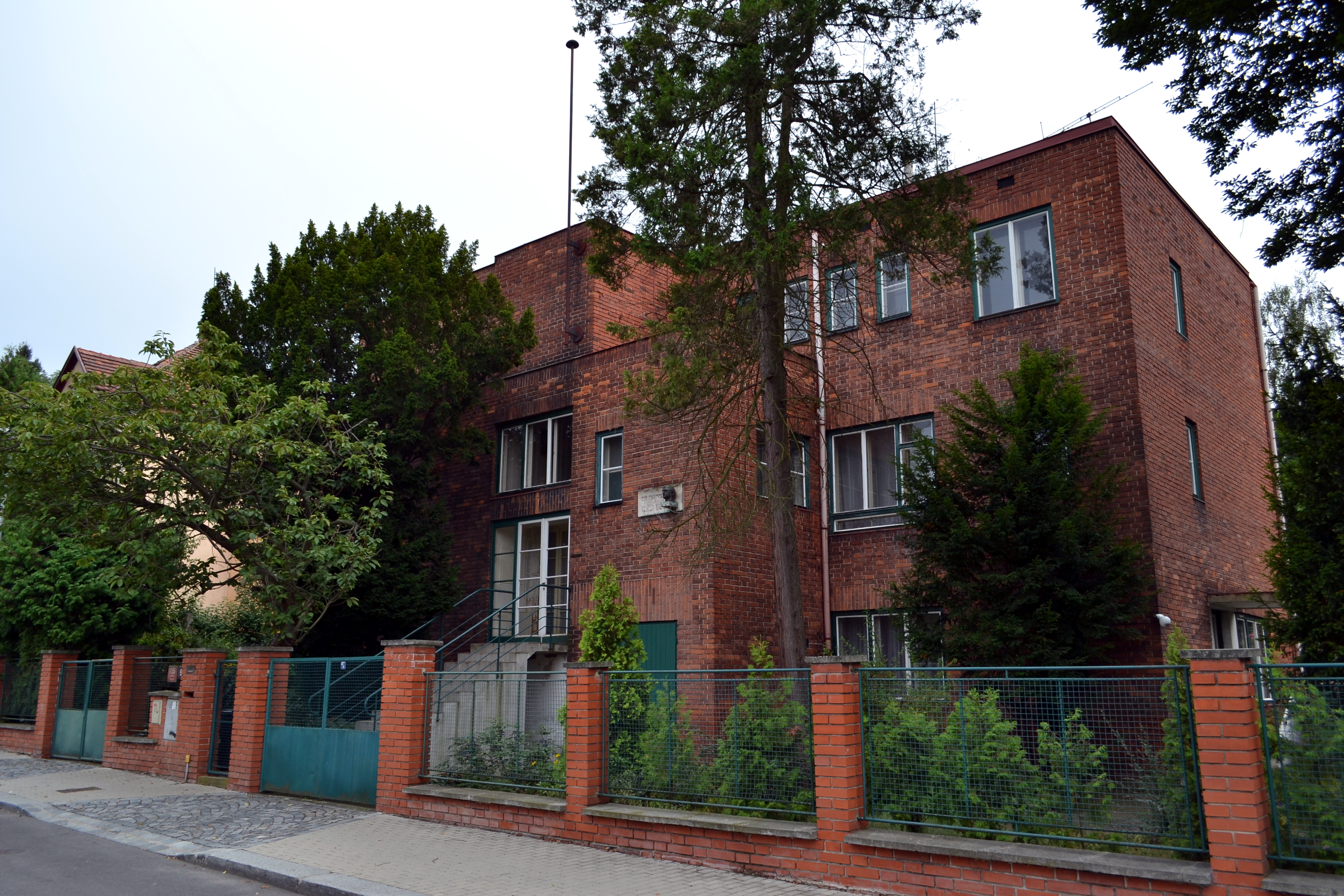
Vila s ateliérem Václava Špály v Praze 6 – Střešovicích

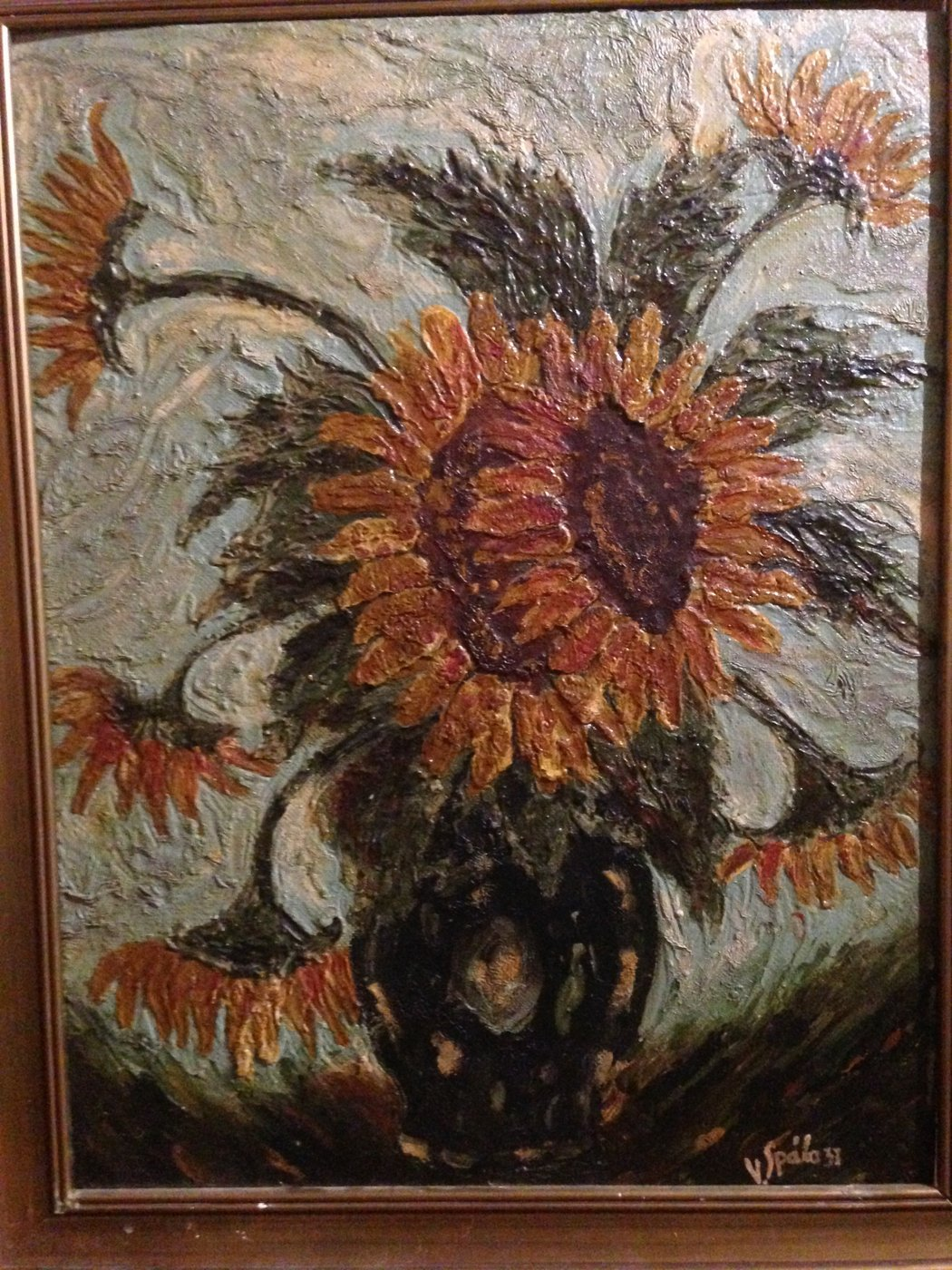
Slunečnice rok 1931 olej na panelu

Václav Špála (24. srpna 1885, Žlunice – 13. května 1946, Praha) byl český akademický malíř, grafik a ilustrátor. Mezi sběrateli je jedním z nejvyhledávanějších českých umělců moderního umění. Jeho raná díla vycházela z expresionismu a fauvismu, později byl ovlivněn kubismem, od kterého se odklonil po roce 1923, kdy začal malovat zvláště krajiny, zátiší a kytice s převahou jednoho barevného tónu.

## Život
Václav Špála se narodil ve Žlunicích u Nového Bydžova jako jedno z devíti dětí cihlářského mistra Jana Špály a matky Barbory, rozené Jandové. Už v dětství projevoval výtvarný talent a jeho rozvoj podporoval starší bratr František, pozdější profesor kreslení. V letech 1899–1902 studoval na  škole uměleckého zámečnictví v Hradci Králové. Neúspěšně se   pokusil  o přijetí na  Uměleckoprůmyslovou školu v Praze, kde absolvoval alespoň  krátký kurs figurálního kreslení a dalšího půl roku navštěvoval soukromý krajinářský ateliér Ferdinanda Engelmüllera.  Na podzim roku 1903 byl přijat na Akademii výtvarných umění, kde jeho učiteli byli Vlaho Bukovac a Franz Thiele. Jeho spolužáky se stali budoucí členové skupiny Osma a Skupiny výtvarných umělců Vincenc Beneš, Emil Filla, Otakar Kubín, Willy Nowak a Antonín Procházka. Společně obdivovali moderní evropské malířské směry. Velký vliv na jejich tvorbu měla výstava děl Edvarda Muncha uspořádaná v Praze na jaře 1905 a výstava francouzského impresionismu v roce 1907. Špála se stýkal se členy Osmy, ale nezúčastňoval se jejich výstav a nebyl řádným členem skupiny. Přispěla k tomu i vzájemná antipatie mezi Špálou a Fillou, který byl jejím mluvčím a důsledným zastáncem kubismu. V roce 1907 měl svou první výstavu v Sobotce, kam se jeho rodiče přestěhovali. Několik měsíců strávil v Dubrovníku, kde si léčil plicní onemocnění.  Akademii nedokončil, protože nebyl spokojen se zaměřením výuky a dostal pokyn odejít, neboť ve vysvědčení za rok 1908–9 bylo uvedeno, že  „pracoval po celý rok mimo školu a směřoval k odchylným, v rámci školy neležícím uměleckým cílům“. V roce 1910 znovu absolvoval léčbu v Dalmácii, kde  vytvořil  sérii  obrazů s náměty přímořských krajin v duchu fauvismu s expresionistickými rysy.
V letech 1909–1911 byl členem SVU Mánes. Roku 1911 vystoupil a byl spoluzakladatelem Skupiny výtvarných umělců s úzkým zaměřením na francouzský kubismus. Po dvou letech se znovu vrátil do Mánesa, který byl bližší jeho uměleckým záměrům. Inspirací pro jeho tvorbu byly studijní  pobyty v  Paříži (1911) a Itálii (1913).
Byl vojákem v první světové válce v letech 1915–1916.  Vzhledem ke špatnému zdravotnímu stavu strávil většinu času v nemocnici v Siofóku u Balatonu. Po propuštění z armády často jezdil do Sobotky k rodičům, kde se toulal po okolí a maloval. Dne 19. listopadu 1918 se v Praze oženil s Janou Rychlíkovou (1888—1969).  Měli tři děti,  syn Jan (1920—1970) byl též malířem. Malířství se věnovala i Špálova švagrová Milada Špálová. Václav Špála s rodinou od roku 1932 bydlel ve vile  ve Střešovicích, kde měl i malířský ateliér. Během svého života vytvořil řadu portrétů svých blízkých, zpočátku rodičů a sestry, později i své ženy a dětí Jana, Evy a Jiřího. Přestože bydlel v Praze, miloval venkov a hodně času trávil v rodných východních Čechách nebo v okolí Sázavy a Berounky.  
V roce 1917 Václav Špála uspořádal samostatnou výstavu v Praze v Rubešově galerii na Národní třídě. Od roku 1918 byl členem skupiny Tvrdošíjní, zúčastnil se všech jejich výstav. Kromě malby se věnoval také ilustracím a grafice. Velký rozruch vzbudil jeho ilustrační doprovod k novému vydání Babičky Boženy Němcové v roce 1923 v nakladatelství Aventinum. Od  roku  1920 spolupracoval  s uměleckým sdružením  Artěl,  pro  které  navrhl řadu  drobných  předmětů užitého  umění: hračky, dřevěné dózy, malované sklo, vějíře a další. V roce  1925  uspořádal  Mánes u  příležitosti čtyřicátých  narozenin Václava  Špály  reprezentativní výstavu jeho prací a poskytl mu stipendium na studijní pobyt ve Francii.  Ve třicátých letech měl již mnoho výstav po celé republice a zájem galeristů a sběratelů o Špálovy obrazy stále rostl. V letech 1936–1939 byl předsedou spolku Mánes.  Jako teoretik a publicista přispíval články do časopisů a novin (Přítomnost, Rozpravy Aventina, Pokroková revue, České slovo, aj.).  
Během druhé světové války pobýval střídavě v Praze a v Pyšelích, kde maloval u řeky Sázavy. V roce 1945 byl jmenován Národním umělcem. Zemřel na rakovinu žaludku dne 12. května 1946 v Praze.  Byl mu vypraven státní pohřeb. Je pochován na Vyšehradském Slavíně.
V září a říjnu 1947   uspořádal  Mánes v Praze   rozsáhlou  posmrtnou  výstavu  díla Václava  Špály.

## Dílo
V počátcích své malířské tvorby se nechal ovlivňovat především zahraničními umělci. Pod dojmem Munchovy výstavy v roce 1905 vznikla Skica venkovského děvčete (1907), obraz Baruše je inspirován Cézannem, Kvetoucí jabloň pak van Goghem. Následující léta bychom mohli označit za hledání osobitého stylu tvorby, v kresbách tuší si osvojoval umění fauvismu. Už od počátku tíhnul k dynamickému expresivnímu projevu a nadsazené barevnosti.
Hlavním motivem jeho  tvorby se  stalo téma venkovského děvčete a koupání. V roce 1911 v obraze Idyla (Dvě dívky při koupeli) poprvé použil typickou kombinaci dvou barev: navzájem se vyvažující teplé červené a studené modré, která se v jeho tvorbě objevuje až do roku 1923 (později v návratech ke starším dílům). Motiv lze hledat v jeho vzpomínkách z dětství, kdy ženy na venkově nosily červené spodničky a modré blůzy. V témže roce se v Paříži setkal s kubismem a jeho další tvorba byla tímto střetem silně ovlivněna, i když s analytickým kubismem se nikdy přímo neztotožnil. Přes kuboexpresionismus dospěl ke zdůraznění barvy a rytmu. Období mezi lety 1918–1924, kdy byl ve spojení se skupinou Tvrdošíjní, se řadí mezi jeho umělecky nejvýznamnější.
- Eva s jablkem (1911)

- Pod stromem (1911)
- Koupání (1912) – samostatné rozpracování pravé části obrazu Pod stromem
- Venkovanka (1912)
- Tři pradleny (1913) – analytický kubismus, chladná kombinace červené a fialové
- Krajina z Dalmácie (1913)
- Duha II (Procitnutí) (1913) – nejabstraktnější
- Píseň venkova (1914–1915)
- Píseň jara (1915)

Po roce 1923 začal hledat nové téma a maluje krajiny, v nichž se odráží jeho smyslový vztah k zobrazované skutečnosti. Toto období Špálovy tvorby,  se nazývá zelené období (až do roku 1926).
- Údolí Sázavy (1922)
- Na Berounce u Srbska (1925)
- Přístav v Marseille (1926)

Vrcholem jeho malování přírody je však tzv. modré období, kdy používal v mnoha odstínech jedinou barvu (ultramarín, pruská modř). Malování přírody – jak sám říkal – využíval k vyjádření sebe sama.
- Dřevěný most přes Orlici u Potštejna (1928)
- Na Otavě před bouří (1929)
- Na Otavě (1930)

Po roce 1930 se uchýlil k méně osobité, honosnější malbě kytic a zátiší s ovocem. Vedle dominantní modré se v nich uplatňuje i červená, žlutá a zelená barva. 
- Pivoňky (1931)
- Kytice (1931)

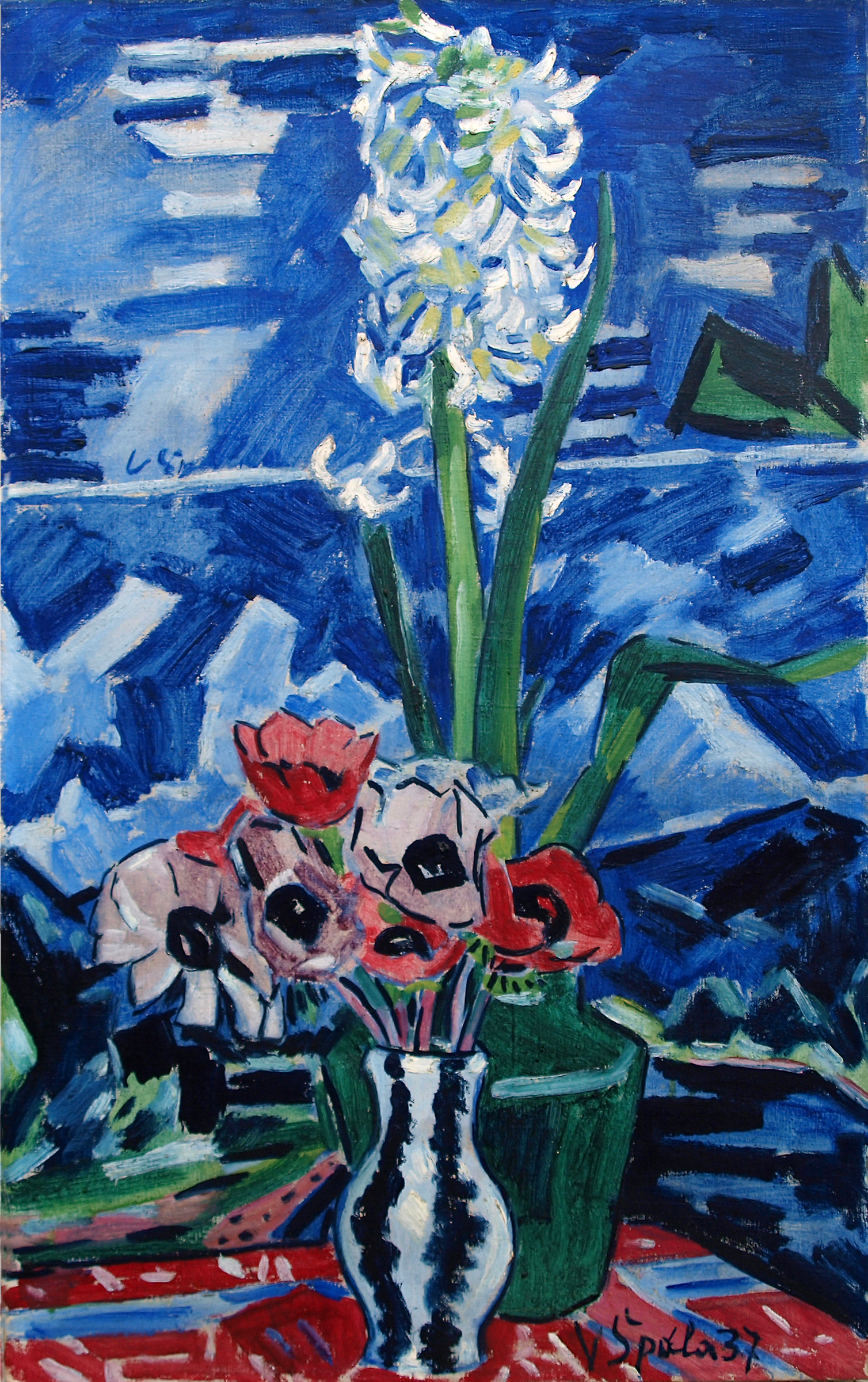
Bílý hyacint a anemóny ve váze, v pozadí Sázava s Otavou; z majetku Dr. Karla Trapla
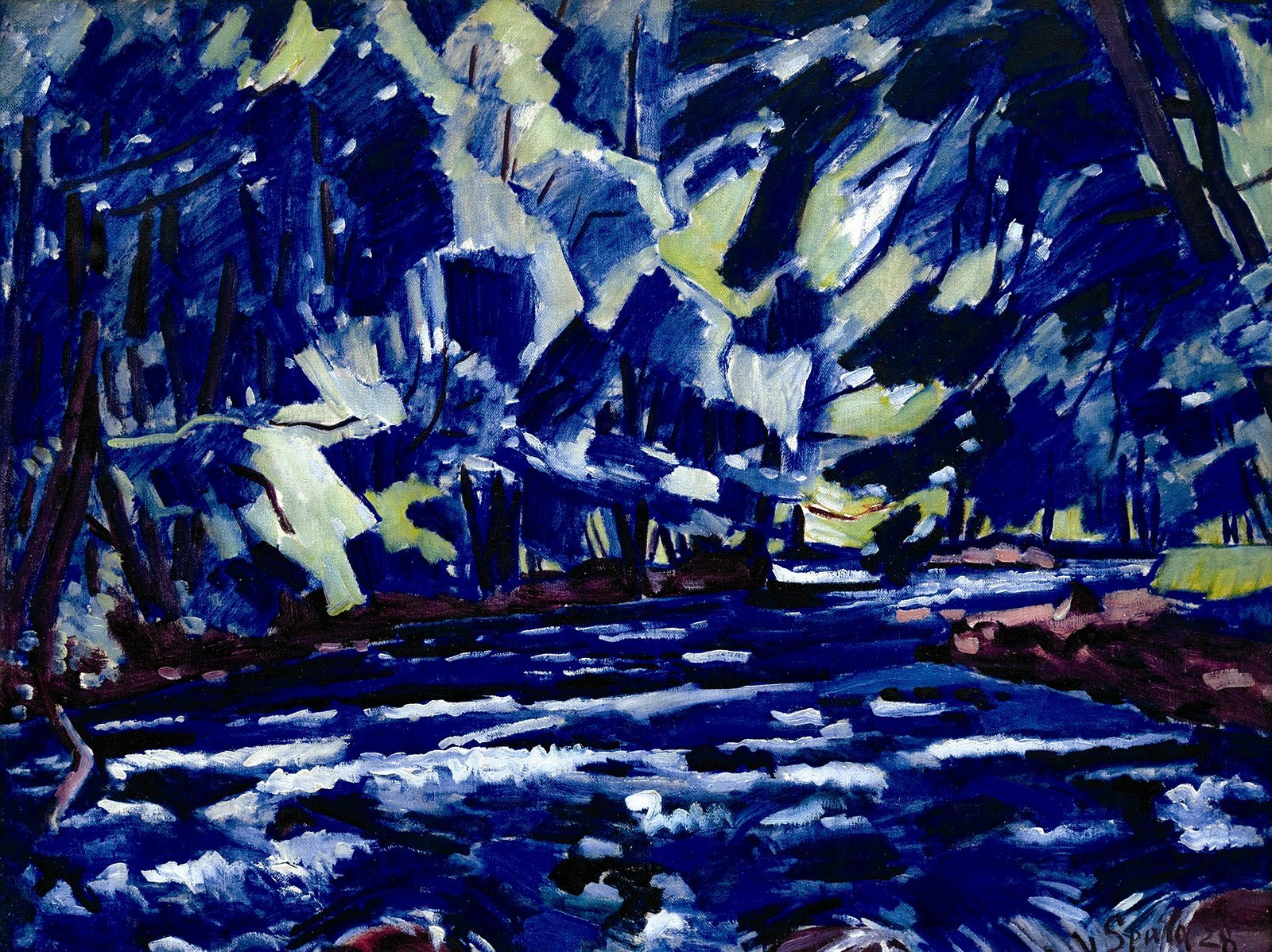
Peřeje na Orlici
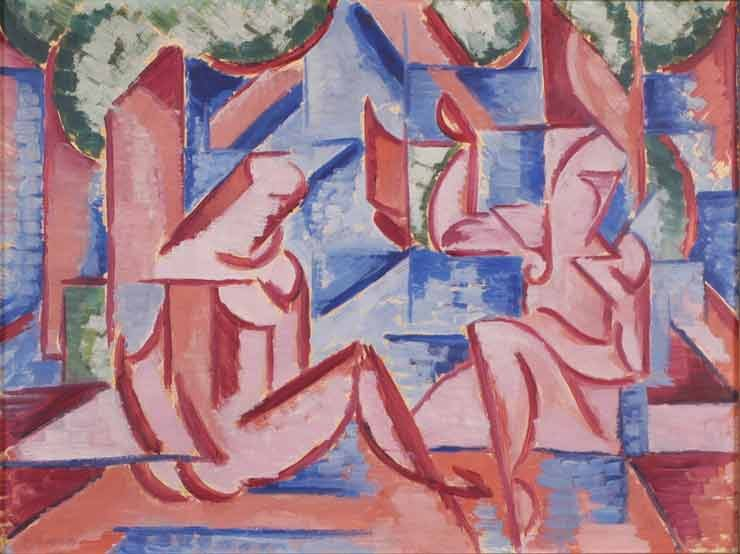
Dvě ženy u vody
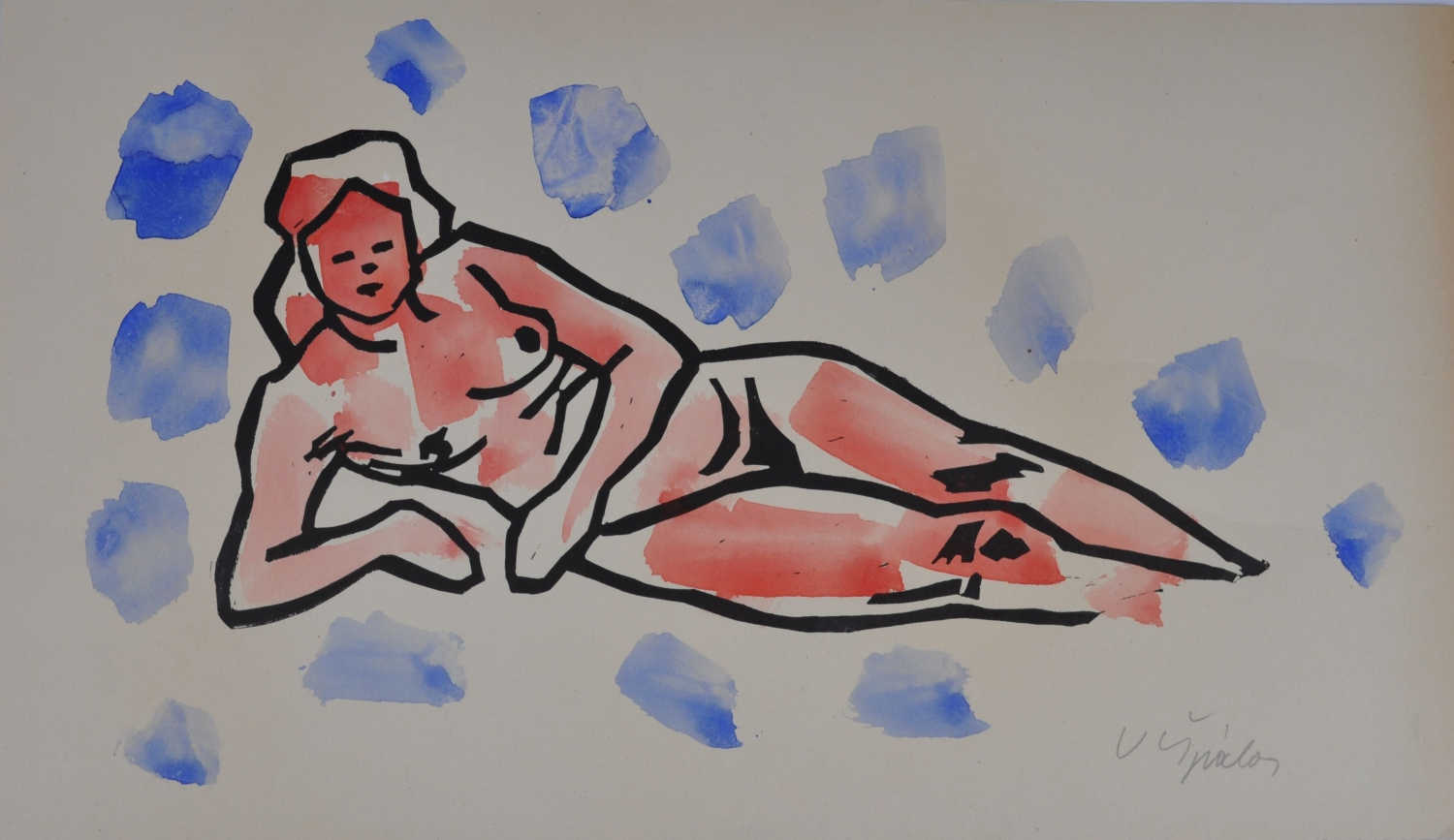
Ženský akt
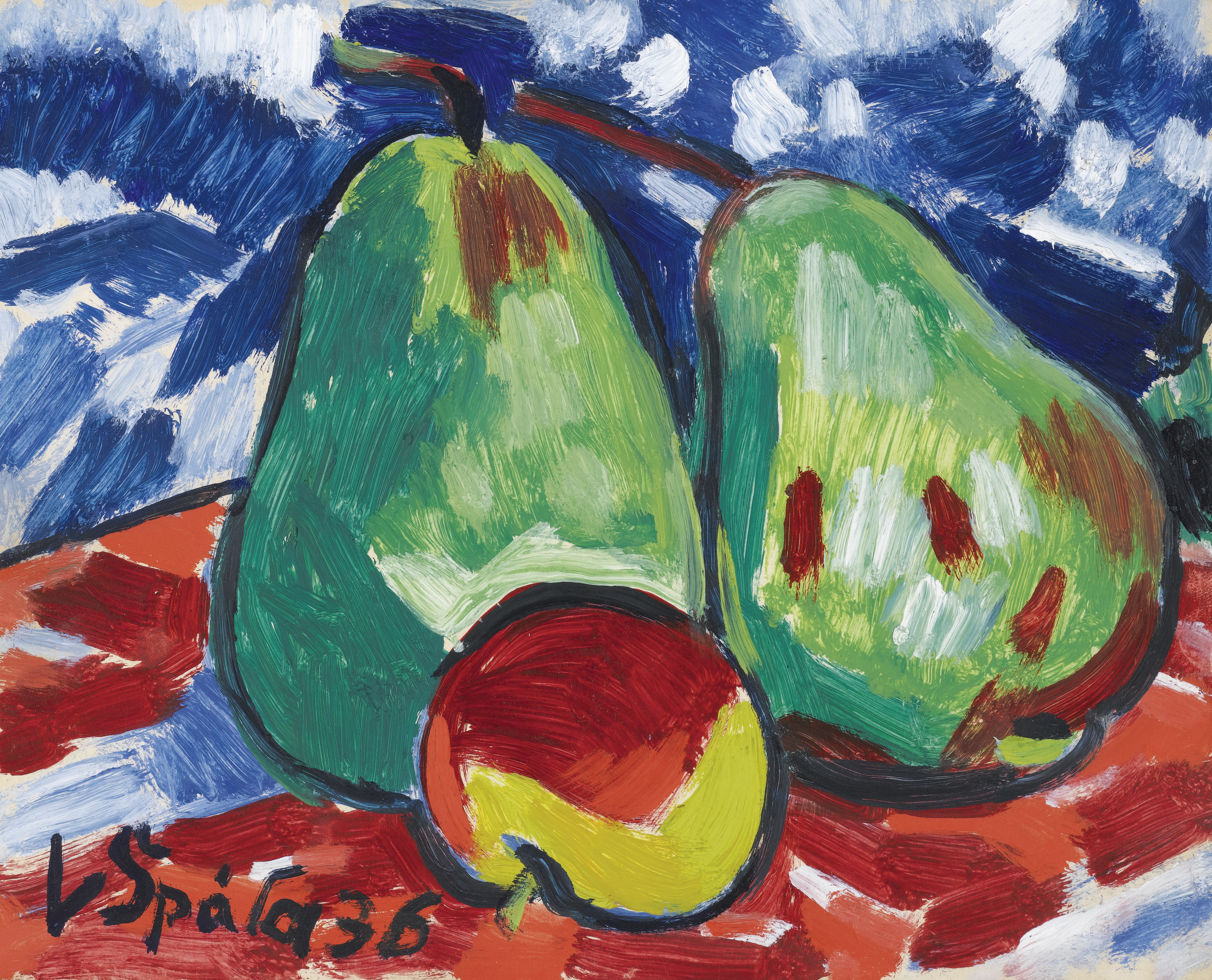
Zátiší s ovocem (1934)
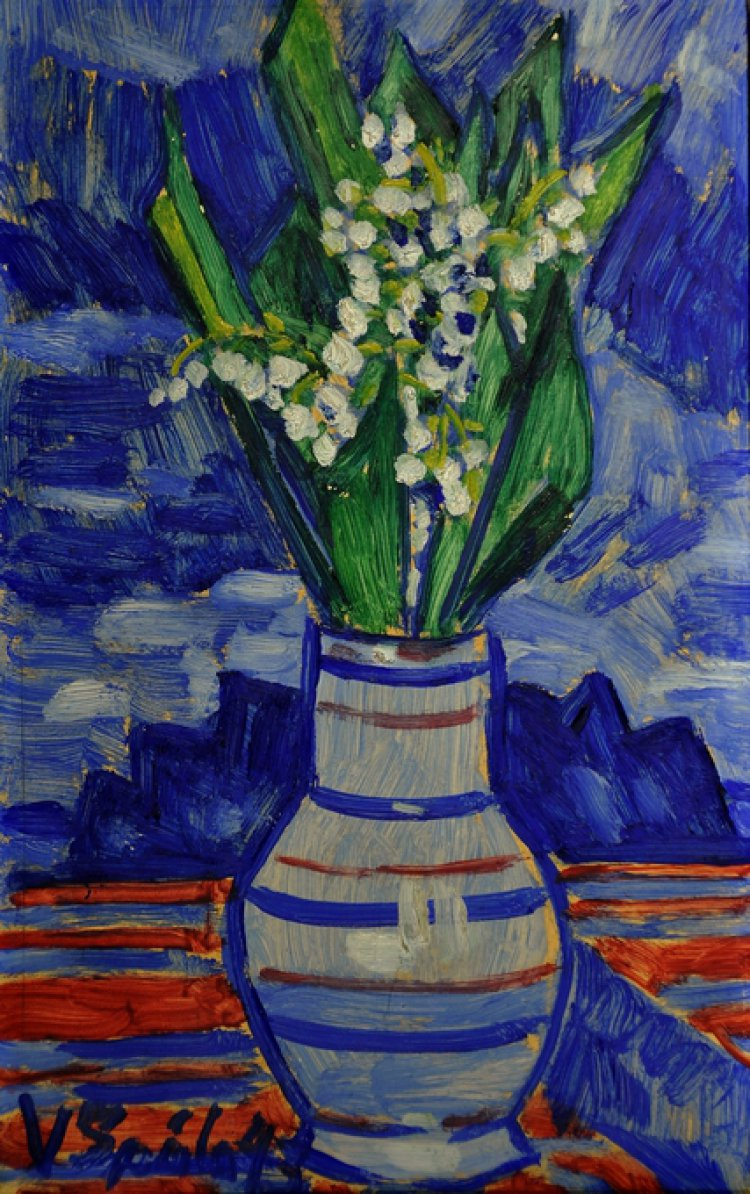
Konvalinky ve džbánku

- Kytice tulipánů (1936)
- Pole v červenci (1939)